# European Air Charter
European Air Charter ist eine bulgarische Charterfluggesellschaft mit Sitz in Sofia und Basis auf dem Flughafen Sofia.

## Geschichte

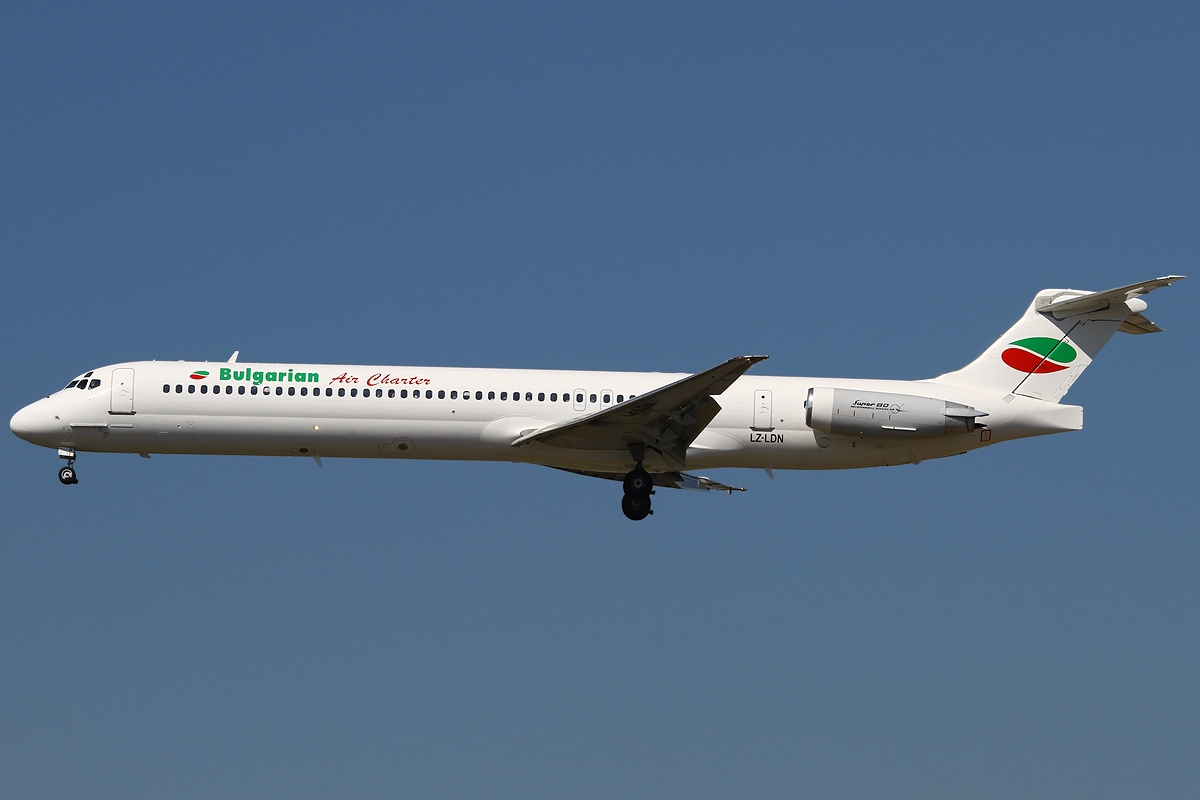
McDonnell Douglas DC-9-82 mit altem Schriftzug

European Air Charter wurde im Juni 2000 als „Bulgarian Air Charter“ gegründet. Anfangs war sie für die Beförderung von Passagieren und Luftfracht unter anderem nach Europa, Asien, Afrika und dem Nahen Osten zuständig. Erst später führte sie Urlaubscharterflüge für Reiseveranstalter durch.
Die Gesellschaft wurde im Mai 2021 in „European Air Charter“ umbenannt. Am 21. Oktober 2023 wurde die letzte McDonnell Douglas DC-9-82 ausgemustert. Bis dahin war European Air Charter der letzte europäische Betreiber dieses Musters.

## Flugziele
European Air Charter führt von ihren zwei operativen Basen Charterflüge zu osteuropäischen und zahlreichen deutschsprachigen Zielen durch.
Darüber hinaus werden Flugzeuge an andere Fluggesellschaften verleast. 
Mit Ausnahme der COVID-19-Pandemie wurde seitdem bis heute jedes Jahr ein Airbus A320 fix in Linz stationiert.

## Flotte
Mit Stand April 2025 besteht die Flotte der European Air Charter aus zehn Flugzeugen mit einem Durchschnittsalter von 28,4 Jahren:
| Flugzeugtyp     | Anzahl | bestellt | Anmerkungen                              | Sitzplätze | Durchschnittsalter |
| --------------- | ------ | -------- | ---------------------------------------- | ---------- | ------------------ |
| Airbus A320-200 | 10     |          | einer inaktiv; zwei betrieben für Condor | 180        | 28,4 Jahre         |
| Gesamt          | 10     | –        |                                          |            | 28,4 Jahre         |

## Ehemalige Flugzeugtypen
- McDonnell Douglas DC-9-82
- TU-154 M

## Zwischenfälle

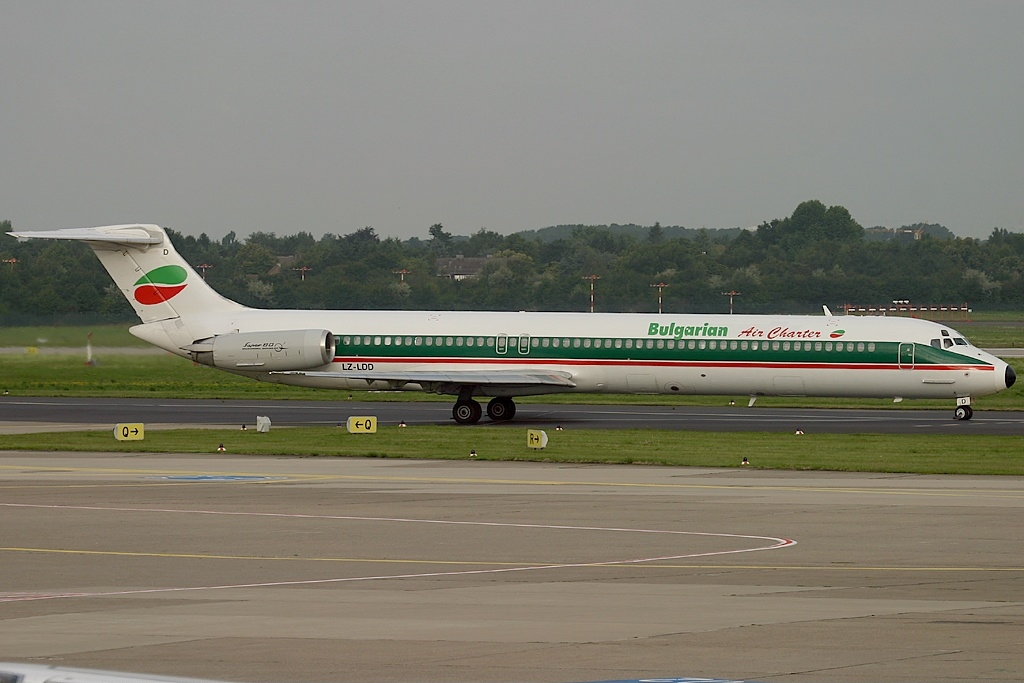
Die vom Zwischenfall betroffene DC-9-82 im Jahr 2005

Bulgarian Air Charter verzeichnet in ihrer Geschichte keine Zwischenfälle mit Todesopfern, ein Flugzeug musste jedoch abgeschrieben werden:
- Am 16. März 2007 landete eine McDonnell Douglas DC-9-82 (Luftfahrzeugkennzeichen LZ-LDD) am Flughafen Kish so unglücklich, dass die DC-9-82 abgeschrieben werden musste. Sie wurde danach am Flughafen zu einem Café umgebaut.[9]